# Auquemesnil
Auquemesnil – miejscowość i dawna gmina we Francji, w regionie Normandia, w departamencie Sekwana Nadmorska. W 2013 roku jej populacja wynosiła 282 mieszkańców. 
W dniu 1 stycznia 2016 roku z połączenia 18 ówczesnych gmin – Assigny, Auquemesnil, Belleville-sur-Mer, Berneval-le-Grand, Biville-sur-Mer, Bracquemont, Brunville, Derchigny, Glicourt, Gouchaupre, Greny, Guilmécourt, Intraville, Penly, Saint-Martin-en-Campagne, Saint-Quentin-au-Bosc, Tocqueville-sur-Eu oraz Tourville-la-Chapelle – utworzono nową gminę Petit-Caux. Siedzibą gminy została miejscowość Saint-Martin-en-Campagne. 